# Флашар, Алеш
Алеш Флашар (чеш. Aleš Flašar; 1 марта 1965, Острава, Чехословакия) — чехословацкий и чешский хоккеист, защитник. Чемпион Чехии 1994 года. Бронзовый призёр чемпионата мира 1993 года.

## Биография
Алеш Флашар известен по выступлениям за «Витковице». На клубном уровне самого большого успеха добился в сезоне 1993/94, став чемпионом чешской Экстралиги составе «Оломоуца». Играл также в Германии и Словакии, где и завершил карьеру в 2000 году. Выступал за сборную Чехии на чемпионате мира 1993 года, стал бронзовым призёром.
После окончания карьеры хоккеиста стал тренером. За исключением сезона 2009/10, в котором он тренировал польский клуб «Уния», все время работал с командами чешской 2-й и 3-й лиг. В настоящее время тренер клуба «Годонин» во 2-й чешской лиге.

## Достижения
Чемпион Экстралиги 1994
 Серебряный призёр молодёжного чемпионата мира 1985
 Бронзовый призёр чемпионата Европы среди юниоров 1983
 Бронзовый призёр чемпионата мира 1993

## Статистика
- Чешская экстралига / Чемпионат Чехословакии — 435 игр, 145 очков (62+83)
- Словацкая экстралига — 19 игр, 3 передачи
- Чемпионат Германии — 49 игр, 26 очков (10+16)
- Сборная Чехословакии — 7 игр, 1 гол
- Сборная Чехии — 8 игр
- Всего за карьеру — 518 игр, 175 очков (73 шайбы + 102 передачи)